# Die Hard (jeu vidéo, 1991)
Pour les articles homonymes, voir Die Hard.
Pour le jeu vidéo de 1989, voir Die Hard (jeu vidéo, 1989).
Die Hard (ダイ・ハード, Dai Hādo) est un jeu vidéo commercialisé sur Nintendo Entertainment System (1991) par Activision. Son scénario est basé sur le film Die Hard. Le joueur se doit de sauver des otages et combattre des terroristes au Nakatomi Plaza localisé à Los Angeles.

## Scénario
John McClane décide de rendre visite à son épouse Holly au Nakatomi Plaza mais il découvre par la suite qu'elle est retenue avec d'autres otages au 30e étage du Nakatomi Plaza. Le chef des terroristes, Hans Gruber et son pirate informatique Theo, réussissent lentement à se barricader. McClane décide alors d'aller les combattre par lui-même et de gravir les étages un par un.

## Système de jeu
Quarante terroristes sont éparpillés à travers le building, et le but de John McClane est de tuer chacun d'entre eux et de monter les étages un à un à l'aide d'un ascenseur. John est également capable de monter et de descendre les étages. Au début du jeu, le joueur peut faire uniquement usage d'un pistolet de 15 balles et de ses poings mais il acquiert par la suite de nombreuses autres armes de pointe que les terroristes peuvent également utiliser. Lorsque McClane est touché, certains des items qu'il avait récupérés se perdent. La barre de santé du personnage peut être régénérée à l'aide de cannettes de soda ou grâce à des salles vides. Le joueur perd la partie une fois toutes ses vies épuisées.